# Guisborough
Guisborough is een civil parish in het bestuurlijke gebied Redcar and Cleveland, in het Engelse graafschap North Yorkshire. De plaats telt 17.777 inwoners.